# Melodifestivalen 1984
El Melodifestivalen 1984 se retransmitió desde el Lisebergshalle de Gotemburgo el 25 de febrero. La presentación corrió a cargo de Fredrik Belfrage, y el director de orquesta fue Curt-Eric Holmqvist. 
Con la canción "Diggi-loo diggi-ley", Suecia obtendría su segunda victoria en el Festival de la Canción de Eurovisión celebrado en Luxemburgo.
| Nr. | Artista                          | Canción                 | Texto/Música                             | Puntos | Posición |
| --- | -------------------------------- | ----------------------- | ---------------------------------------- | ------ | -------- |
| 1   | Janne Önnerud                    | Nu är jag tillbaks igen | Monica Forsberg y Örjan Fahlström        | -      | 6        |
| 2   | Göran Folkestad y Lotta Pedersen | Sankta Cecilia          | Göran Folkestad y Vicki Benckert         | 41     | 2        |
| 3   | Rosa Körberg                     | Schack och matt         | Monica Forsberg y Örjan Fahlström        | -      | 6        |
| 4   | John Ballard                     | Rendez-vous             | Paula af Malmborg y Bjarne Nyqvist       | 39     | 3        |
| 5   | Herreys                          | Diggi-loo diggi-ley     | Britt Lindeborg y Torgny Söderberg       | 49     | 1        |
| 6   | Per-Erik Hallin                  | Labyrint                | Per-Erik Hallin                          | -      | 6        |
| 7   | Elisabeth Andreassen             | Kärleksmagi             | Peter Wiberg y Vicki Benckert            | -      | 6        |
| 8   | Karin y Anders Glenmark          | Kall som is             | Ingela 'Pling' Forsman y Anders Glenmark | 33     | 4        |
| 9   | Thomas Lewing                    | Tjuvarnas natt          | Ingela 'Pling' Forsman y Bruno Glenmark  | -      | 6        |
| 10  | Vicki Benckert                   | Livet är som ett träd   | Vicki Benckert                           | 27     | 5        |

## Sistema de votación
Nuevamente se instauraron nueve jurados divididos por grupos de edad. Cada grupo otorgaba de 1, 2, 4, 6 a 8 puntos a las canciones que habían seleccionado en una primera tanda.
| Artista            | 15-20 | 20-25 | 25-30 | 30-35 | 35-40 | 40-45 | 45-50 | 50-55 | 55-60 | Total |
| ------------------ | ----- | ----- | ----- | ----- | ----- | ----- | ----- | ----- | ----- | ----- |
| John Ballard       | 8     | 8     | 2     | 8     | 1     | 2     | 2     | 6     | 2     | 39    |
| Glenmark           | 2     | 1     | 8     | 6     | 8     | 4     | 1     | 2     | 1     | 33    |
| Herreys            | 6     | 4     | 1     | 2     | 6     | 8     | 6     | 8     | 8     | 49    |
| Folkestad/Pedersen | 1     | 2     | 6     | 4     | 4     | 6     | 8     | 4     | 6     | 41    |
| Vicki Benckert     | 4     | 6     | 4     | 1     | 2     | 1     | 4     | 1     | 4     | 27    |